# Ueli Hirzel

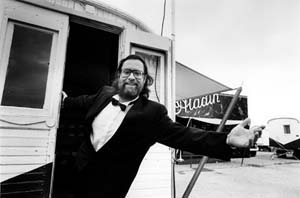
Unterwegs mit dem Zirkuswagen, Ueli Hirzel 1988

Ueli Hirzel (* 8. September 1949 in Wetzikon) ist ein Schweizer Zirkuskünstler, -direktor, -produzent und -pionier. Mit seinen Zirkusgruppen und -produktionen (unter anderem Varieté Zirkus Aladin, Cirque O) tourte er zwischen 1979 und 2018 und gastierte international in diversen Städten und Festivals, darunter mehrfach am Zürcher Theater Spektakel. 2023 hatte er mit seiner Solo-Performance Sandscapes im Rahmen des Festivals cirqu’ in Aarau Premiere. 1989 gründete er den multidisziplinären Residenzort Château Monthelon in der französischen Region Bourgogne-Franche-Comté. Mit seinem Schaffen prägte Ueli Hirzel die Bewegung des Neuen Zirkus mit. 2024 wurde Hirzel für sein Schaffen vom Schweizer Bundesamt für Kultur (BAK) mit einem Schweizer Preis für Darstellende Künste ausgezeichnet.

## Leben
Ueli Hirzel absolvierte von 1965 bis 1967 eine Lehre als Hochbauzeichner. 1967 war er als Statist am Schauspielhaus Zürich tätig; von 1968 bis 1972 als Bühnenarbeiter und Regieassistent am Theater Neumarkt Zürich. Parallel begann er eine Ausbildung in Schauspiel und Regie am Bühnenstudio Zürich, Vorgängerinstitution der heutigen Zürcher Hochschule der Künste. 1972 bat er beim traditionsreichen Schweizer Zirkus Stey um Aufnahme. Zwischen 1972 und 1975 liess er sich im Familienzirkus zum Seiltänzer und Clown ausbilden und trat im Zirkusprogramm mit eigenen Nummern auf.
1979 gründete Ueli Hirzel gemeinsam mit Odette Kuratli einen eigenen Zirkus genannt «Varieté Zirkus Aladin». Die Gruppe war mit ihrem Zelt 1980, 1981 und 1987 Bestandteil der ersten Ausgaben des internationalen Theaterfestivals «Zürcher Theater Spektakel». Zwischen 1979 und 1989 reiste Ueli Hirzel mit seinen Zirkusgruppen (Varieté Zirkus Aladin, Aladin’s Palace) und ihren verschiedenen Produktionen durch die Schweiz und gastierte auch international in Berlin, München und Paris. Zu Beginn der 1980er Jahre gelang es Ueli Hirzel, in den Niederlanden ein Spiegelzelt aus den 1920er Jahren zu kaufen und zu restaurieren. Damit war er als «Aladin’s Palace», auch bekannt als Aladin’s Palace Universal oder Palais aux milles miroirs von 1984 bis 1989 mit verschiedenen Künstlern unterwegs. Das Projekt beziehungsweise die Tournee endete 1989 nach einem Gastspiel in den Pariser Arènes de Lutèce.
Daraufhin verlagerte Ueli Hirzel seinen Lebensmittelpunkt nach Frankreich und kaufte gemeinsam mit Eva Bruderer das «Château Monthelon» in der Nähe des französischen Städtchens Avallon. Das Spiegelzelt stellte er 1989 in der Cartoucherie in Paris der chilenischen Theatergruppe Gran Circo Teatro für ihre Aufführungen des Stücks La negra Ester von Roberto Parra unter der Regie von Andrés Pérez zur Verfügung. Gemeinsam mit Holger Klotzbach entwickelte er etwas später die Vision, in dem historischen Spiegelzelt in Berlin einen dadaistischen Nachtclub für Künstler zu etablieren. Ueli Hirzel brachte das Zelt 1992 nach Berlin, wo es zur Gründung der Bar jeder Vernunft kam, die bis heute von Holger Klotzbach geführt wird. In seinem französischen Schloss baute Ueli Hirzel den bis heute bestehenden, interdisziplinären Residenzort Chateau Monthelon – Atelier international de Fabrique Artistique auf, den er bis 2015 leitete.
Zwischen 1991 und 2012 war Ueli Hirzel als Produzent von verschiedenen international tourenden französischen und chilenischen Zirkusproduktionen tätig. Seit 2023 spielt er seine Solo-Performance Sandscapes, in der er auf humorvolle und poetische Weise sein Schaffen, Zirkus und das Thema Zeit reflektiert.  Die Premiere fand im Juni 2023 im Rahmen des Zirkusfestivals cirqu’ in Aarau statt. Ausserdem verfolgt Ueli Hirzel seine seit 2017 bestehende Zusammenarbeit mit den chinesischen Künstlern Zhao Chuan (er ist Teil des Kollektivs Grass Stage) sowie Xu Jie und Wu Jiayin. Daraus resultierte unter anderem die Performance The Acrobat Returns mit dem Akrobaten Ding Yulei, die 2017 auch am Zürcher Theater Spektakel präsentiert wurde.
Im Jahr 2024 erhielt Ueli Hirzel für sein Schaffen und als Pionier des zeitgenössischen Zirkus in der Schweiz einen Schweizer Preis Darstellende Künste vom Schweizer Bundesamt für Kultur (BAK).

## Werk
Als Zirkusdirektor, Clown und Seiltänzer
- 1979–1987: Varieté Zirkus Aladin;[3] beteiligte Künstler: unter anderem Arno Black, Eva Bruderer, Karin Held, Odette Kurattli, Marco Morelli, Conny Nelson,[21] Ed Ronlo, Jeanette Schmid (aka Jeanette Baroness Lips von Lipstrill), Jacky Steel, Elsy Steiner, Valentinos.[22]
- 1984–1989: Aladin’s Palace Spiegelzelt;[6] beteiligte Künstler: unter anderem Yon Ashtron, Ada Hecht, Edi Kaufmann, Carina Ott.

Als Regisseur und Produzent
- 1991–1993: Cirque O; Schweiz- und Deutschlandtournee (in Kooperation mit Fliegende Bauten[23]), Gastspiel am Zürcher Theater Spektakel im Jahr 1991[4] sowie Gastspiele in Chile in Santiago de Chile und Viña del Mar; beteiligte Künstler: Didier André, Bertrand Duval, Jean-Paul Lefeuvre, Johann Le Guillerm,[24] Hyacinthe Reisch,[25] Emmanuelle Jacqueline, Josefine Lehmann (Musik) und Attila Tombori (Musik).[26][27] Die Künstlergruppe von Cirque O war ausserdem Teil des Kinofilms Middle of the Moment von Nicolas Humbert und Werner Penzel.[28]
- 1994–2000: Que-Cir-Que; internationale Tournee in 15 Ländern, Gastspiel am Zürcher Theater Spektakel im Jahr 1995[4]; beteiligte Künstler: Emmanuelle Jacqueline, Jean-Paul Lefeuvre, Hyacinthe Reisch, Christoph Gärtner (Technik), Marie Jeanne Pascucci (Produktionsassistenz).[29][30]
- 2003–2005: Cie Cirque, Story of Auguste; internationale Tournee, davon vier Monate in Chile; beteiligte Künstler: Mads Rosenbeck, Ayin de Sela, Sky de Sela, Sebastien Apert (Musik), Daniel Ott (Technik); am Gastspielort wurde meist zusätzlich ein lokaler Schauspieler eingeladen, um die Rolle des August zu spielen.[31] Bei schweizerischen Gastspielen übernahm Marco Morelli die Rolle des August.[32][33]
- 2006–2012: Compañia de Paso, Un Horizonte Cuadrado, internationale Tournee, Gastspiel am Zürcher Theater Spektakel im Jahr 2007[5][34]; beteiligte Künstler: Hector Calderon, Christian Garin, Sullyn Gonsalez, Paz Mena, Paula Ortiz, Paula Riquelme, Eduardo Saez, Andresito Valdez, Javier Varela und Andrez Perrez (Musik).[35][36]

Als Künstler und Performer
- 2017–heute: Zusammenarbeit mit den chinesischen Künstlern Zhao Chuan, Xu Jie und Wu Jiayin.[15][16][17] Daraus resultierte 2017 das 51 People Project und 2018 How to be sure to fail in PSA sowie die Performance The Acrobat Returns mit dem Akrobaten Ding Yulei, die 2017 auch am Zürcher Theater Spektakel gezeigt wurde.[18][19]
- 2023–heute: Sandscapes, Solo-Performance, diverse Auftritte in Deutschland, Frankreich, Österreich und der Schweiz.[13]